# アルベルト・ロルツィング

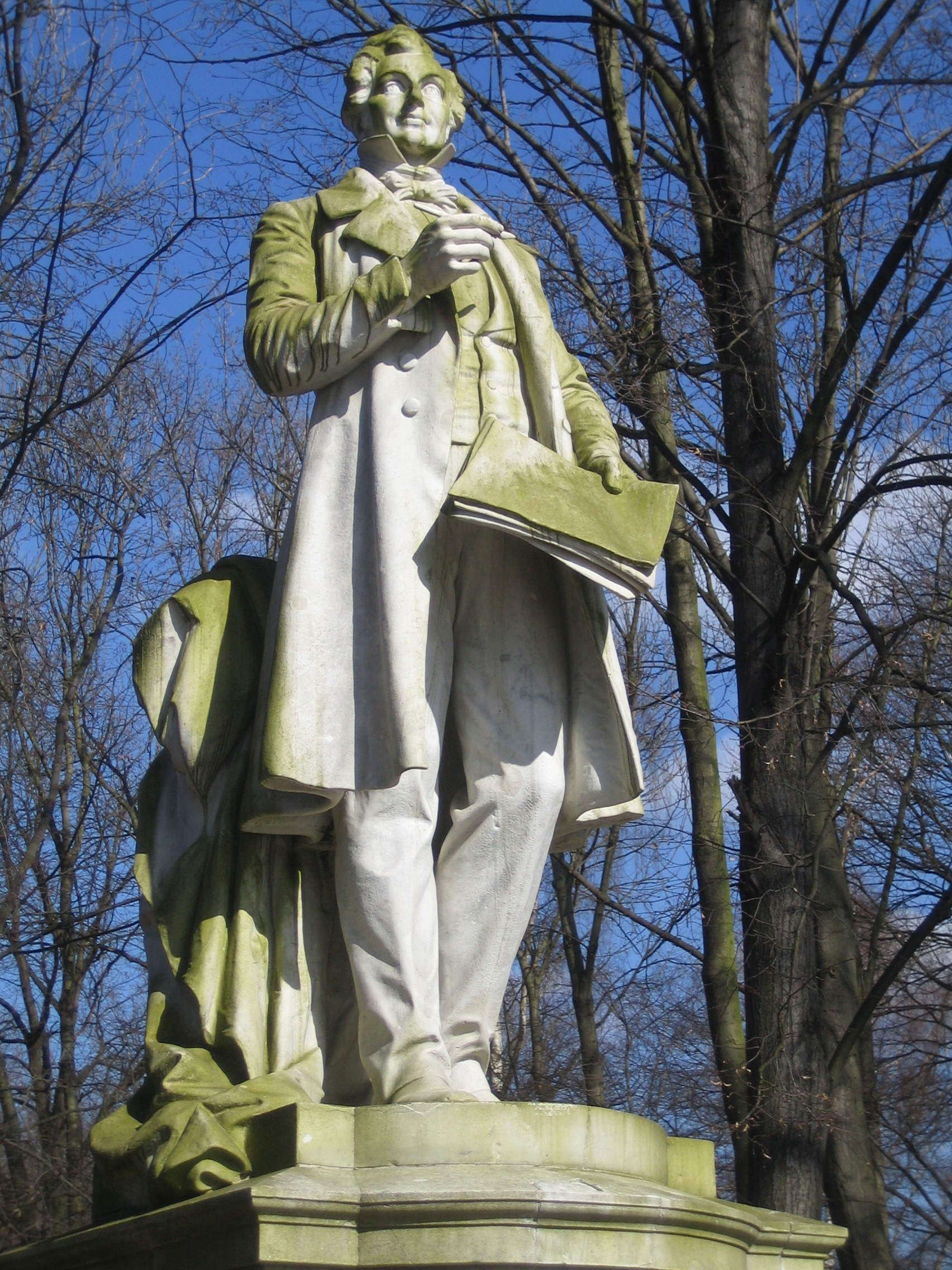
アルベルト・ロルツィングの銅像

グスタフ・アルベルト・ロルツィング（Gustav Albert Lortzing, 1801年10月23日 ベルリン - 1851年1月21日 ベルリン）は、ドイツの作曲家。

## 生涯
ベルリンに俳優を両親に生まれ、19歳の時にデュッセルドルフやアーヘンの劇場で役者デビューを果たし、時おりテノールやバリトンのパートを歌った。
最初の歌劇《ヤニナのアリ・パシャ Ali Pascha von Janina》は1828年に発表されたが、音楽家としての名声はもっぱら別の2作、《ロシア皇帝と船大工 Zar und Zimmermann》（1837年）と《密猟者 Der Wildschütz》（1842年）にかかっている。
《ロシア皇帝と船大工》は、ライプツィヒの聴衆に熱狂的には受け容れられなかった。しかしながらその後のベルリン上演で、より積極的な反応を見た。まもなくドイツ全土の舞台にかけられるようになり、現在ではドイツのオペラ・コミックの傑作のひとつと認められている。英語やフランス語、スウェーデン語、デンマーク語、オランダ語、チェコ語、ハンガリー語、ロシア語にも翻訳されて上演された。物語は、ピョートル大帝が自国経済の発展のために必要と信じた、第一級の知識や技術を獲得するために、職人に身をやつしてドイツやオランダ、イギリスを渡り歩いたという逸話に基づいている。今なおドイツ圏では強い人気を誇る作品だが、海外では一時ほどではなく、日本初演はまだ行われていない。
《密猟者》は、アウグスト・フォン・コッツェブーエの喜劇に基づく諷刺オペラである。
その他のオペラで特筆すべきは、《ポーランド男とその子ども Der Pole und sein Kind》と1845年の《ウンディーネ Undine 》であろう。